# Zazen

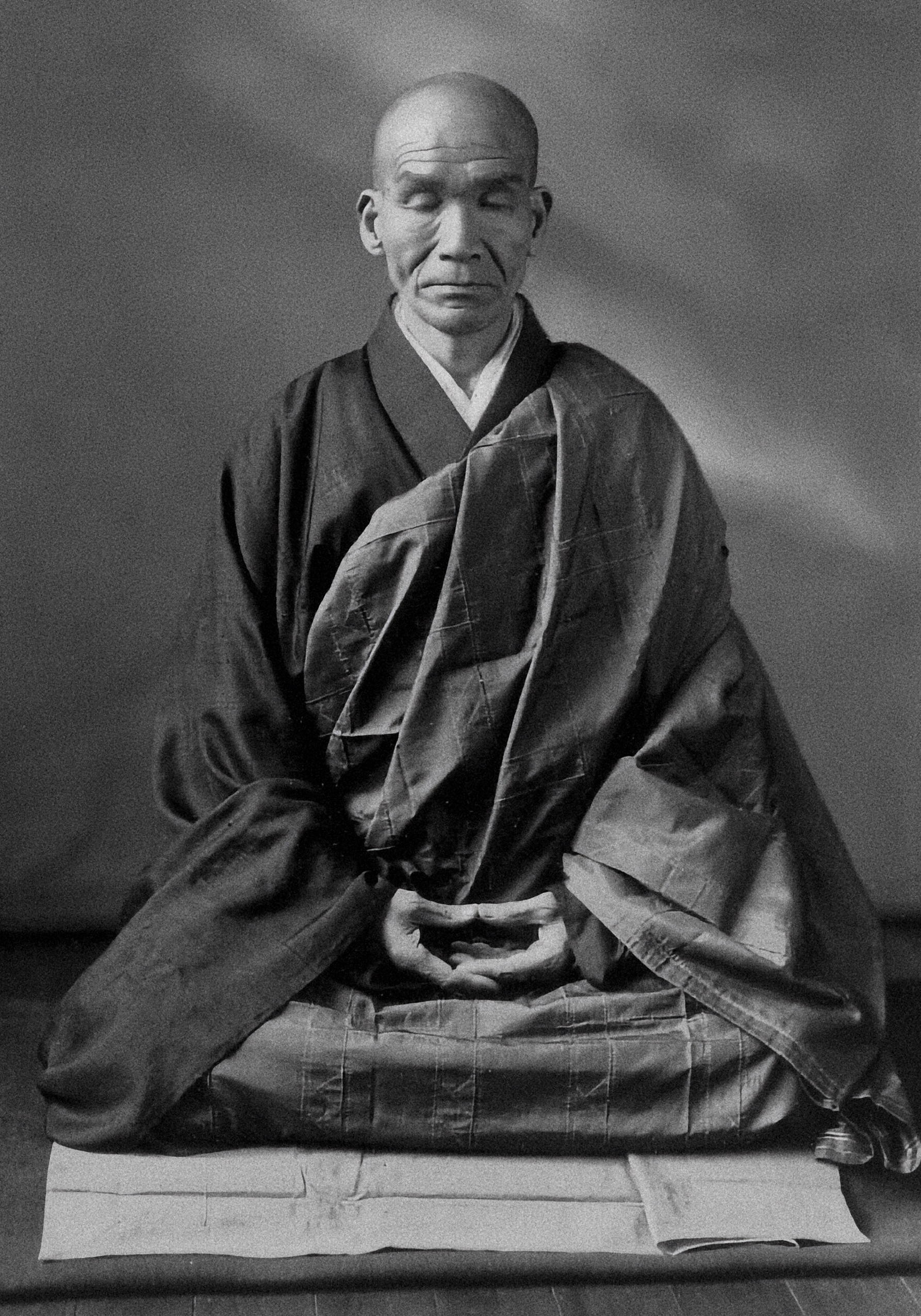
Der japanische Zen-Meister Kodo Sawaki in Zazen

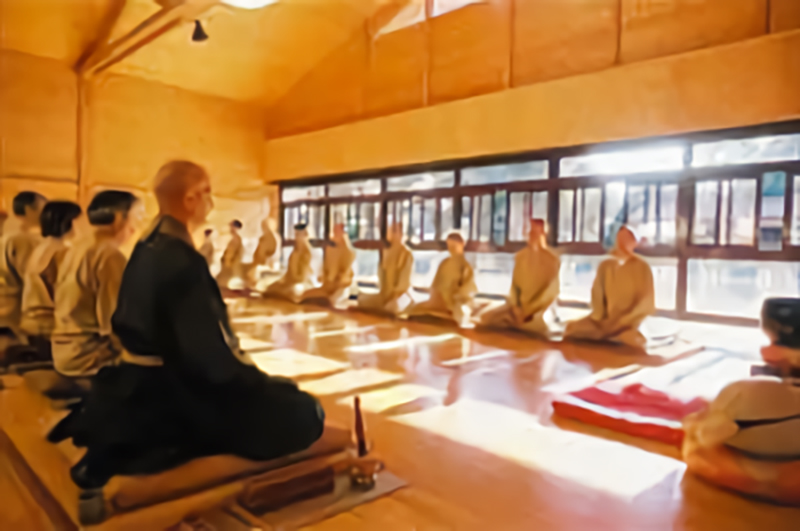
Zazen in der Rinzai-Tradition

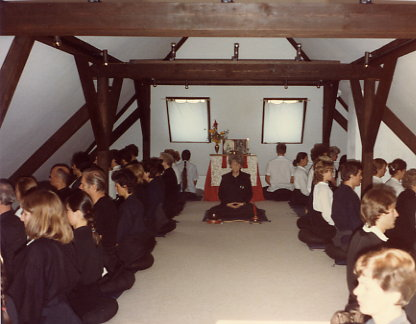
Zazen in der Sōtō-shū-Tradition

Zazen (japanisch 座禅, deutsch „Sitzmeditation“) ist eine meditative Übung, die in der Regel die Hauptpraxis der zen-buddhistischen Tradition ist. Diese soll Körper und Geist zur Ruhe bringen und den Boden für mystische Erfahrungen wie Kenshō oder Satori bereiten. Im Sōtō wird Zazen auch oft gleichgesetzt mit Erleuchtung.

## Körperhaltung

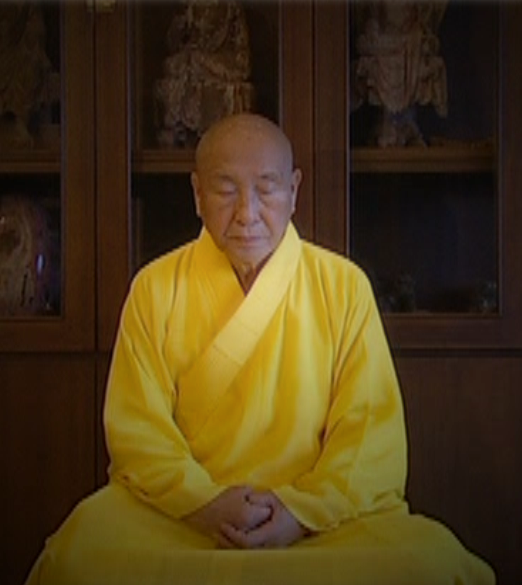
Traditioneller Chan-Buddhistischer Großmeister Wei Chueh in Taiwan, in Zazen

Zazen kann im Lotossitz (Kekka-Fuza), im halben Lotossitz (Hanka-Fuza), im sogenannten Burmesischen Sitz oder im Fersensitz (Seiza) durchgeführt werden. Hilfsmittel sind im Zen das Sitzkissen (Zafu) mit der darunter liegenden Matte (Zabuton). Sitzschemel oder Meditationsbank werden ebenfalls genutzt, gelten jedoch als weniger effektiv, da durch die traditionelle Sitzweise die Extremitäten in der Nähe des Körperzentrums positioniert werden und somit eine stärker zentrierte Haltung erlauben. Welcher Sitz auch immer gewählt wird, die Knie sollen Bodenkontakt haben.
Zazen wird in betont aufrechter, stabil in sich selbst ruhender Körperhaltung geübt, die ein harmonisches Verhältnis von Spannung und Entspannung wahrt. Die Hände werden häufig im sogenannten Meditations-Mudra knapp unterhalb des Nabels gehalten, wobei eine Hand mit dem Rücken in der Fläche der anderen liegt und die Spitzen der Daumen sich darüber berühren. Zazen kann auch auf einem Stuhl praktiziert werden, wenn körperliche Bedingungen ein Sitzen auf dem Boden nicht gestatten. Auch in diesem Fall ist die Körperhaltung aufrecht und der Rücken frei von jeder Anlehnung. Während des Zazen wird der Körper nicht bewegt, da die äußere, körperliche Disziplin der inneren, geistigen Beobachtung und Konzentration eine Stütze bietet.
Während es im Sōtō-Zen üblich ist, mit dem Gesicht zur Wand zu sitzen, wie einst Bodhidharma, sitzen die Meditierenden im Rinzai-Zen mit dem Rücken zur Wand. Auch wenn die Augen im Zazen meist offen oder halboffen sind, wird von jeglichem aktiven Schauen Abstand genommen. Lange Zazen-Phasen werden in der klösterlichen Praxis von einer Gehmeditation (Kinhin) unterbrochen. Empfehlenswert ist es, die Haltung mindestens 20 Minuten aufrechtzuerhalten; durch langjährige Übung sind auch wesentlich längere Sitz-Phasen möglich. 

## Geisteshaltung

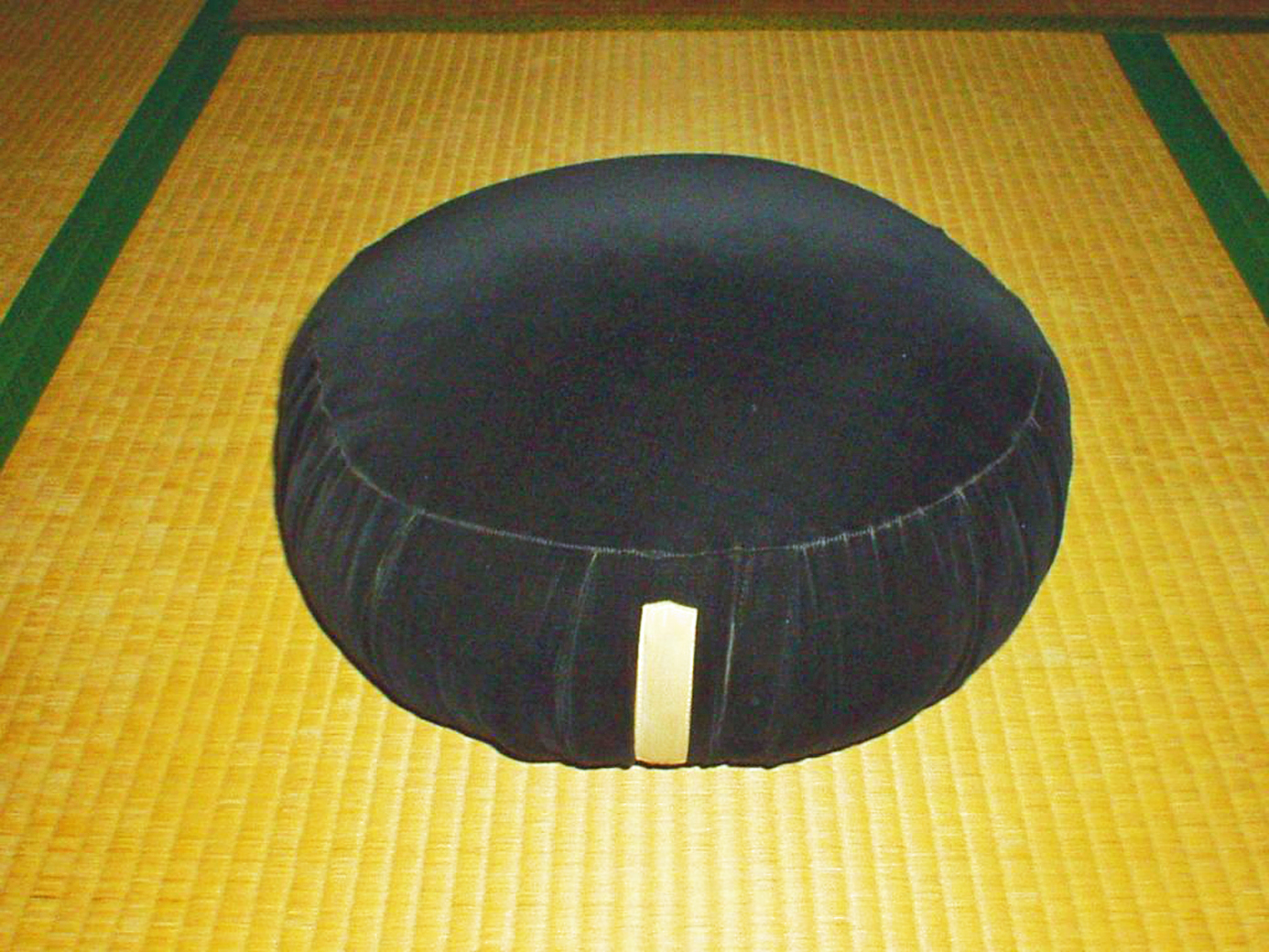
Ein Zafu wird häufig für Zazen genutzt

Die Meditationsübung kennt verschiedene Varianten, doch stets wird sie in vollkommener Achtsamkeit durchgeführt. Sie stellt, zumindest am Beginn, eine physische und psychische Belastung für die Schüler dar. Durch Selbstbeobachtung des Körpers, seiner Haltung und Atmung (z. B. Betrachtung des Atemflusses und der Empfindungen, der Denkvorgänge und des Bewusstseins) verbindet sich der Übende mit dem gegenwärtigen Ort und Moment. Da Körper und Geist nicht getrennt sind, hat die Körperhaltung direkten Einfluss auf das Empfinden, Denken und die physisch-psychische Verfassung. Durch die Haltung, Beobachtung und Konzentration kommt der Strom der Gedanken zur Ruhe oder wird zeitweise komplett unterbrochen. Die auch im Körper manifestierten Lebenserfahrungen und Unterbewusstes erscheinen in dieser Geisteshaltung und können sich lösen.
Zazen hat aber kein definiertes Ziel und keine Bedeutung, die über das Sitzen selbst hinausgeht. Deshalb gibt es außer dem Hinweis auf Achtsamkeit traditionell kaum allgemeine Anweisungen. Zazen wird häufig kurz „Praxis“ genannt, um die Abkehr von der theoretischen Beschäftigung zu betonen. Nur in der konkreten Übung, zum Beispiel während eines Sesshins, geht der Zenlehrer in Einzelgesprächen (Dokusan) und Vorträgen (Teishō) auf die aktuellen Erfahrungen und Schwierigkeiten der Übenden ein.
Auftretende körperliche Schmerzen durch die – für Anfänger ungewohnte – Haltung werden beim Zazen nicht verdrängt, aber auch nicht weiter beachtet. Ähnliches gilt für ungewöhnliche Wahrnehmungs- und Empfindungserlebnisse, die als Makyos bezeichnet werden. Mit dieser Zen-Praxis wird das Erleben von Stille und Leere möglich. Aus diesem gesammelten Zustand kann plötzlich eine Mystische Erfahrung eintreten, die im Zen Kenshō oder Satori genannt wird. Insbesondere Satori kann auch als das Erleben der ursprünglichen universellen Einheit oder als die Aufhebung aller Gegensätze – insbesondere der Trennung von Subjekt und Objekt – verstanden werden.
Während des Zazen kommt es häufig zu Unterweisungen des Meisters an die Schüler. Eine solche Unterweisung wird Kusen genannt.

## Ritueller Ablauf einer Sitzung
Zazen ist die Praxis der Zen-Meditation – täglich für Mönche und Nonnen. Eine Zazen-Periode besteht im Allgemeinen aus zwei Zazen von 30 bis 50 Minuten, unterbrochen von einem zehnminütigen Kinhin. In einem Tempel wird Zazen täglich in dieser Form – normalerweise morgens und abends – praktiziert.
Je nach Art des Tempels wird Zazen in einem Sodo (Mönchsraum) genannten Raum praktiziert, in dem die Mönche schlafen, essen und Zazen praktizieren, oder in einem für die Meditation reservierten Gebäude, Zendo genannt. Im Westen wird eher von einem Dōjō (Ort des Erwachens) gesprochen. Diese Räume werden von Zen-Gruppen genutzt, die nicht den Status eines Tempels haben.
Vor und nach der Sitzung auf dem Zafu (Meditationskissen) führt der Praktizierende ein Gasshō (Begrüßung mit vereinten Händen) durch, indem er sich vor seinem Zafu verbeugt, um die Menschen auf beiden Seiten von ihm zu grüßen; danach macht man eine halbe Drehung nach rechts (das Zafu befindet sich dann hinter dem Praktizierenden), die Hände immer noch im Gasshō, und man verbeugt sich erneut, um die Menschen auf der anderen Seite des Raumes zu grüßen.
Der Beginn einer Zazen-Periode wird traditionell durch drei Glockenschläge (shijosho) angekündigt, das Ende einer Zazen-Periode mit anschließendem Kinhin wird durch zwei Schläge (kinhinsho) angekündigt. Das Ende eines Zazen-Kinhin-Zazen-Zyklus wird durch eine Glocke (hozensho) markiert.

## Zazen und Wissenschaft
Aus wissenschaftlicher Sicht ist Zazen ein schwer zu erforschendes Thema. Wie bereits erwähnt, basiert die Forschung auf subjektiven Erfahrungen, während die Wissenschaft versucht, intersubjektiv nachvollziehbare Standpunkte zu finden, um ein möglichst objektives Urteil zu erlangen. Es ist also zu beachten, dass wissenschaftliche Schlüsse nicht unbedingt die Erfahrung eines Zazen-Praktizierenden widerspiegeln. Die Wissenschaft versucht lediglich, die Ursachen jener subjektiven Erfahrung sichtbar zu machen. Im Rahmen einer Studie wurden die Gehirnströme von Meditierenden mithilfe eines Elektroenzephalogramm-Geräts (EEG-Gerät) untersucht.
Interessant erschien den Forschern offenbar der Zusammenhang zwischen Habituation (Gewöhnung) und Zazen-Praxis. Mit Hilfe des EEG werden Gehirnwellen sichtbar, maschinell zu einem Graph verarbeitet und verwertbar. Die verschiedenen Erscheinungsformen dieser Wellen werden unterteilt. Interessant für das Experiment sind die sogenannten „Alpha-Wellen“. Wann immer ein Mensch geistig tätig ist, also auch dann, wenn er einem Reiz ausgesetzt wird, werden diese Alpha-Wellen unterbrochen. Bei Wiederholung desselben Reizes verflacht diese Blockierung. In der Dokumentation des Experiments wird exemplarisch das Ticken einer Uhr genannt: beim ersten Ticken werden die Alpha-Wellen blockiert, solange man auf das Ticken achtet, doch sobald man sich auf etwas anderes konzentriert, hört man das Ticken nicht mehr bewusst, die Alpha-Wellen-Blockierung verflacht: Habituation. Während das Phänomen der Habituation bei Versuchspersonen, die kein Zazen praktizieren, eintrat, so entfiel es beim Versuch mit einem Zen-Meister. Dieser schien jedes einzelne Ticken der Uhr zu hören.
Zazen verhilft offenbar dem Meditierenden dazu, seine Habituation besser zu kontrollieren.

## Zitate zu Zazen

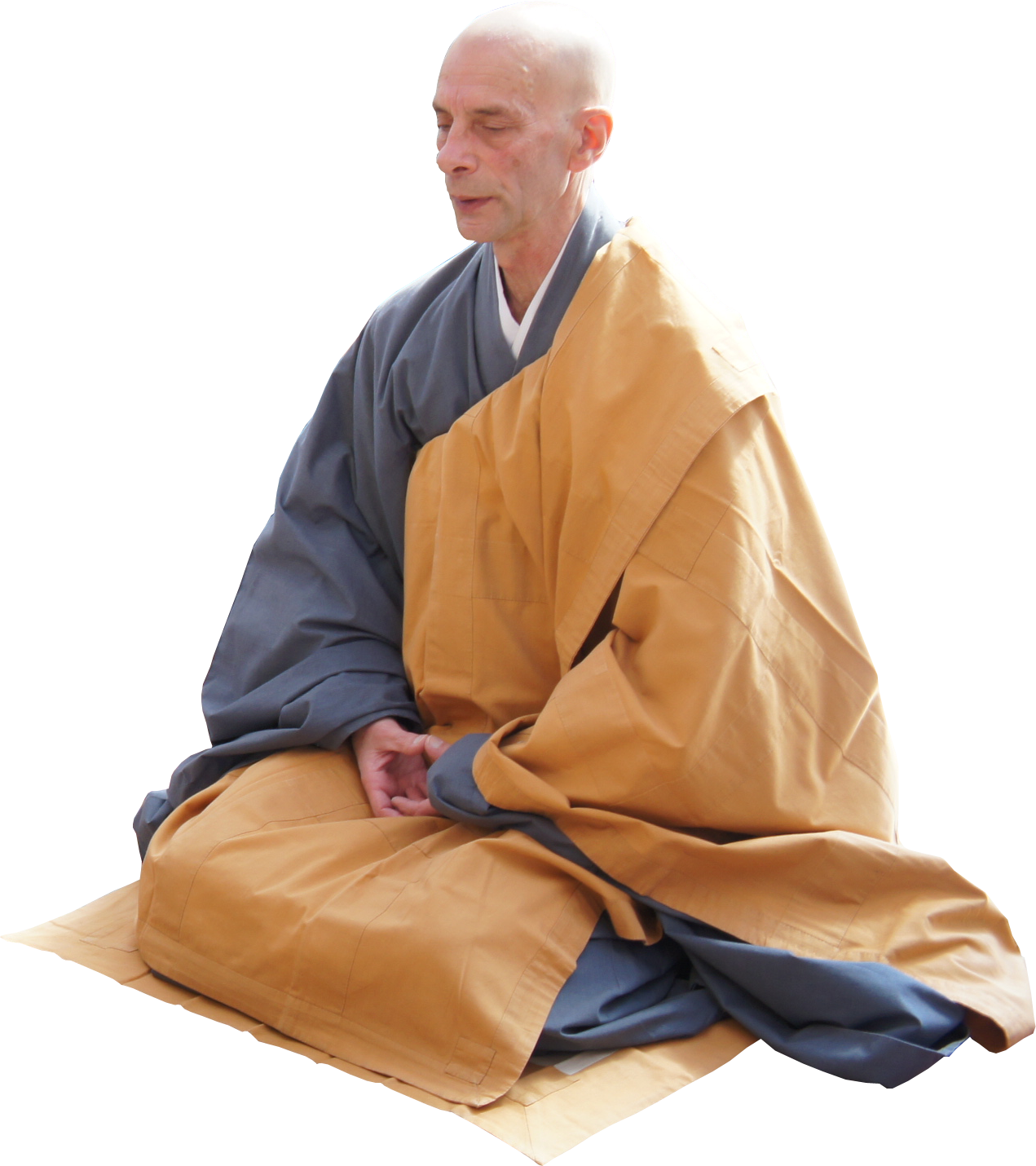
Zen-Mönch Jorge Ryùnan Zenji Bustamante, in Zazen-Haltung

„Lasst uns diesem Nicht-Denken auf den Grund gehen. Wie das? Ohne ‚Denken aus den Tiefen des Nicht-Denkens‘ (Hishiryō).“

„Da die Verwirklichung in der Praxis enthalten ist, ist sie unbegrenzt; da die Praxis in der Verwirklichung enthalten ist, hat sie keinen Anfang.“

„Das Geheimnis des Zen besteht darin, einfach, ohne Zweck und Gewinnstreben, in jener Haltung großer Konzentration zu sitzen.“

„Formelle Praxis, informeller Geist“

„Zazen bedeutet, gerade zu sein. Es bedeutet, die Wirbelsäule und den Nacken aufzurichten, sich nicht nach rechts und nicht nach links zu neigen. Wenn Ihr Körper gerade ist, wird es auch Ihr Geist sein. Der Körper und der Geist sind miteinander verbunden. Ein gerader Körper spiegelt einen geraden Geist wider“

## Nicht-buddhistisches Zazen

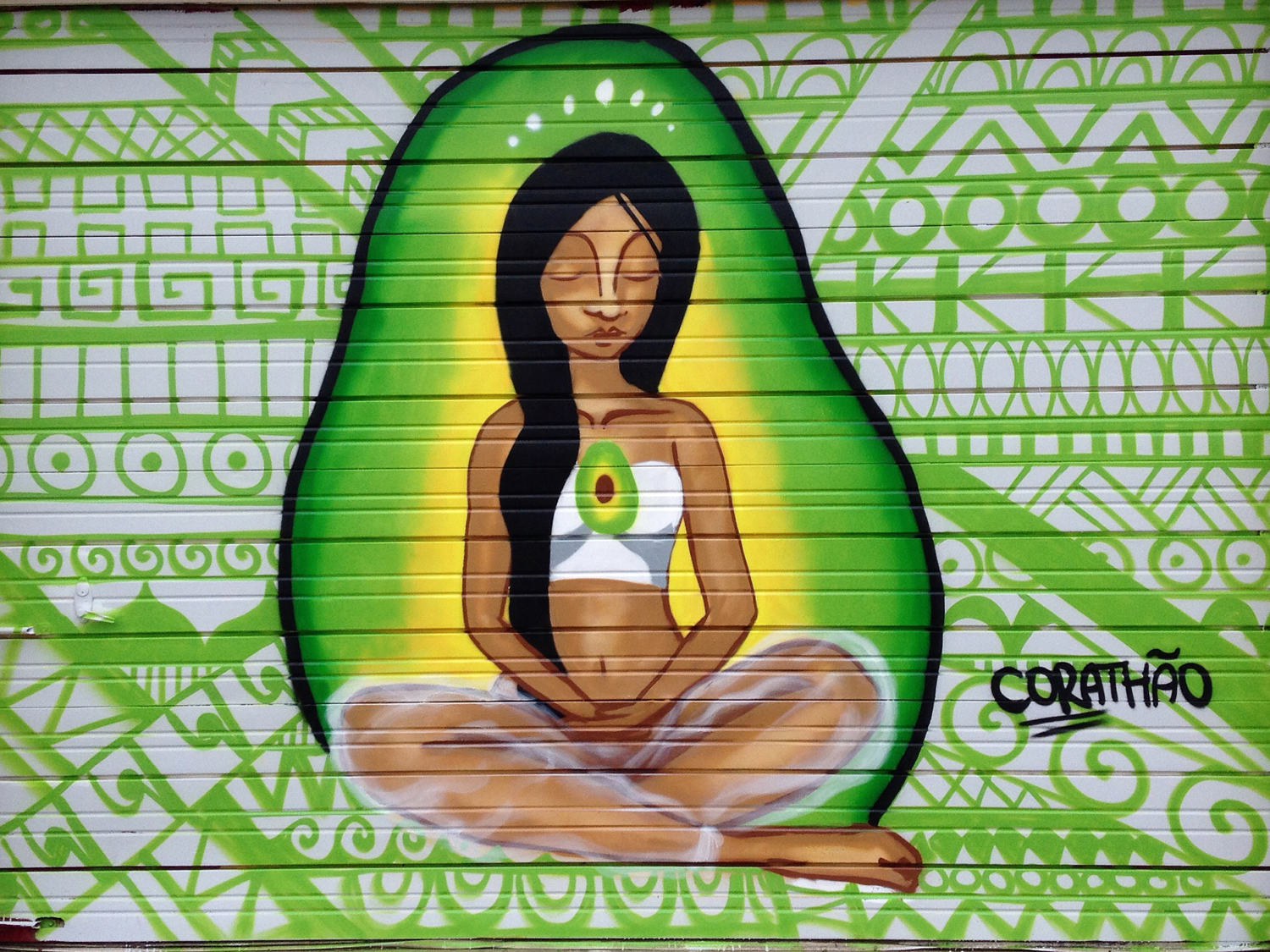
Streetart in Barcelona. Frau in Zazen.

In den Vereinigten Staaten von Amerika gibt es Rabbiner, die ihren Gläubigen Zazen empfehlen. Ein ähnliches Angebot gibt es seit Langem in amerikanischen und europäischen katholischen Gruppen, wo es viele Fälle gibt, in denen Priester oder Pater – seltener Nonnen – Zazen organisieren und praktizieren. Neben "Brücken"-Situationen mit einzigartigen Charakteristiken, wie Raimon Panikkar und Thomas Merton, ist das bedeutendste historische Beispiel das des Jesuiten Hugo Makibi Enomiya-Lassalle (1898–1990): "Die Wahrheit ist, dass, wenn ein Christ [...] Zazen intensiv praktiziert, er nach einiger Zeit buchstäblich die christlichen Wahrheiten und die Worte der heiligen Schriften aufblitzen sieht."
In der italienischen Gemeinde Gallarate setzt der Jesuit Carlo De Filippi, Leiter der Gruppe Areazen Omega, die Tradition von Pater Lassalle fort, dessen Schüler er war. Die Erfahrung des Xaverianer-Paters Luciano Mazzocchi, konkretisiert in der italienischen Gemeinschaft La Stella del Mattino, dauert schon seit Jahrzehnten an und erhält einen neuen Horizont, auch durch die vatikanische Anerkennung dieses Erfahrung-Labors seit seinem Beginn. Dies sind Beispiele, in denen die klare Unterscheidung zwischen verschiedenen Religionen bestehen bleibt und die bewusste Nutzung der Erkenntnisse der einen zur Belebung der anderen; es sind keine Versuche eines schleichenden Synkretismus, sondern Anerkennungen der Reinheit einer spirituellen Praxis, die ihre Gültigkeit in verschiedenen Kontexten bewahrt.